# T7 Combat Car
T7 Combat Car — американський легкий колісно-гусеничний танк міжвоєнного періоду. Випущений в одному екземплярі.

## Історія
Розроблений на потреби кавалерії Армії США в 1937—1938 роках з вимогою мати високу швидкість переміщення дорогами.
Колісно-гусенична підвіска Крісті на той момент вже була відкинута армією, тому було встановлено шість великих коліс-котків 914x18 см з гумовими пневматичними шинами. Котки були оснащені додатковим захистом від виведення танку з ладу при пробитті шин. Дві задні осі мали привод, а передня ставала керуючою, коли знімались гусениці. Таким чином, ходова частина танку нагадувала таку в звичайних комерційних вантажівок — тому ця простіша та дешевша конструкція могла б мати більший потенціал, ніж підвіска Крісті.
Попри хороші ходові якості, озброєння та бронювання були недостатніми для танку. Тому в 1939 році кавалерія США видала нові вимоги до танку, в яких відмовилась від колісно-гусеничної компоновки. Причиною цього став еволюційний розвиток звичайних гусеничних танків: вони були вже достатньо швидкими та надійними, тож потреба в дорожчій та складнішій конфігурації відпала. Цей проєкт став останньою спробою США розробити колісно-гусеничний танк.